# Leptotrema
Leptotrema is een geslacht van vliesvleugeligen uit de familie van de schildwespen (Braconidae). De wetenschappelijke naam van het geslacht werd voor het eerst geldig gepubliceerd in 1988 door van Achterberg.

## Soorten
De volgende soorten zijn bij het geslacht ingedeeld:
- Leptotrema dentifemur (Stelfox, 1943)
  - Aspilota dentifemur Stelfox, 1943
- Leptotrema wilhelmense Braet & van Achterberg, 2014[2]